# Leština u Světlé
Pour les articles homonymes, voir Leština.
Leština u Světlé (en allemand : Leschtina) est une commune du district de Havlíčkův Brod, dans la région de Vysočina, en République tchèque. Sa population s'élevait à 566 habitants en 2020.

## Géographie
Leština u Světlé se trouve à 17 km au sud de Čáslav, à 22 km au nord-ouest de Havlíčkův Brod, à 43 km au nord-nord-ouest de Jihlava et à 78 km à l'est-sud-est de Prague.
La commune est limitée par Nová Ves u Leštiny au nord, par Chrtníč à l'est, par Sázavka, Ovesná Lhota et Kynice au sud, par Číhošť à l'ouest, et par Zbýšov au nord-ouest.

## Galerie

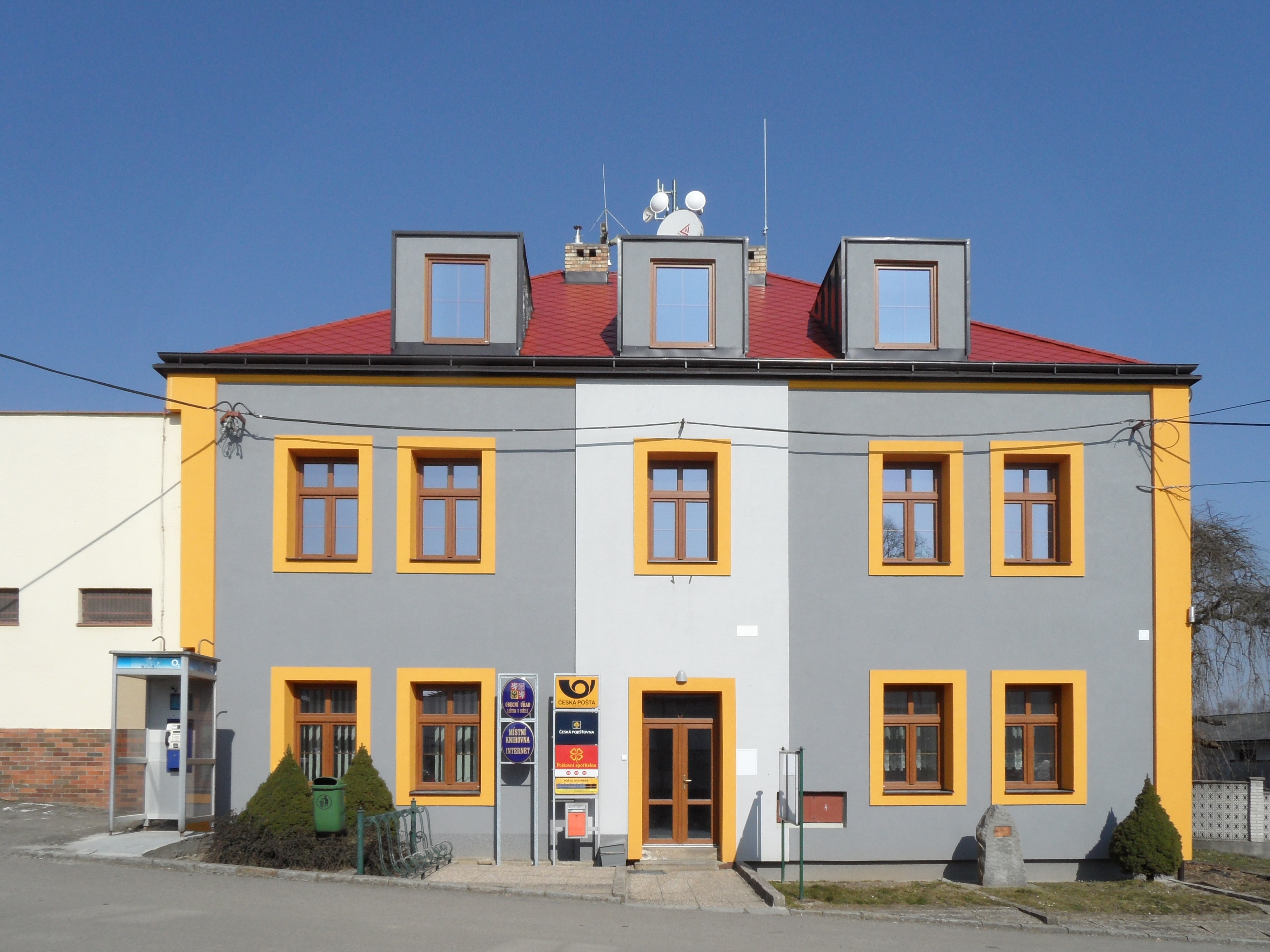
Leština u Světlé : la mairie.
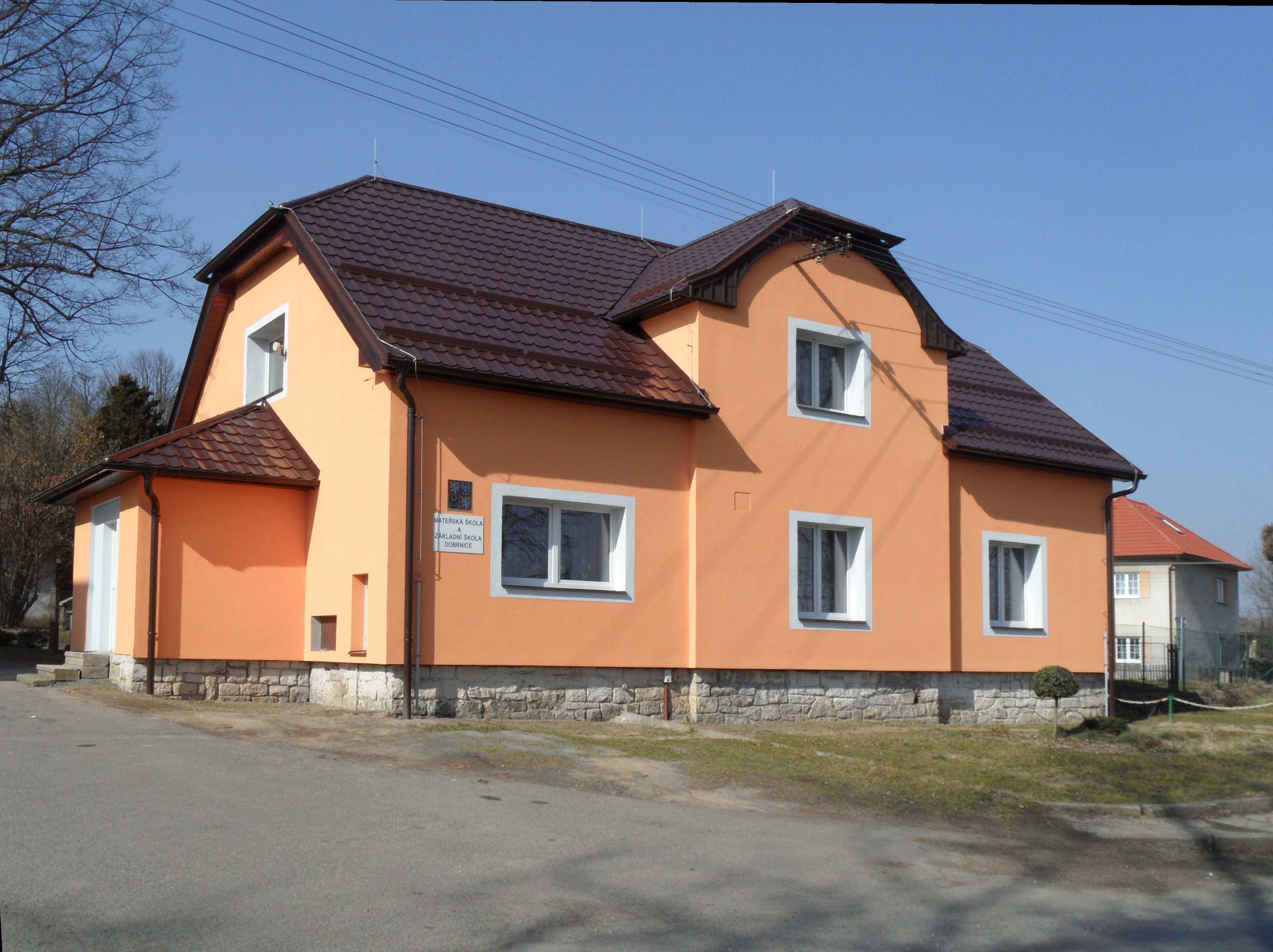
Leština u Světlé : l'école.
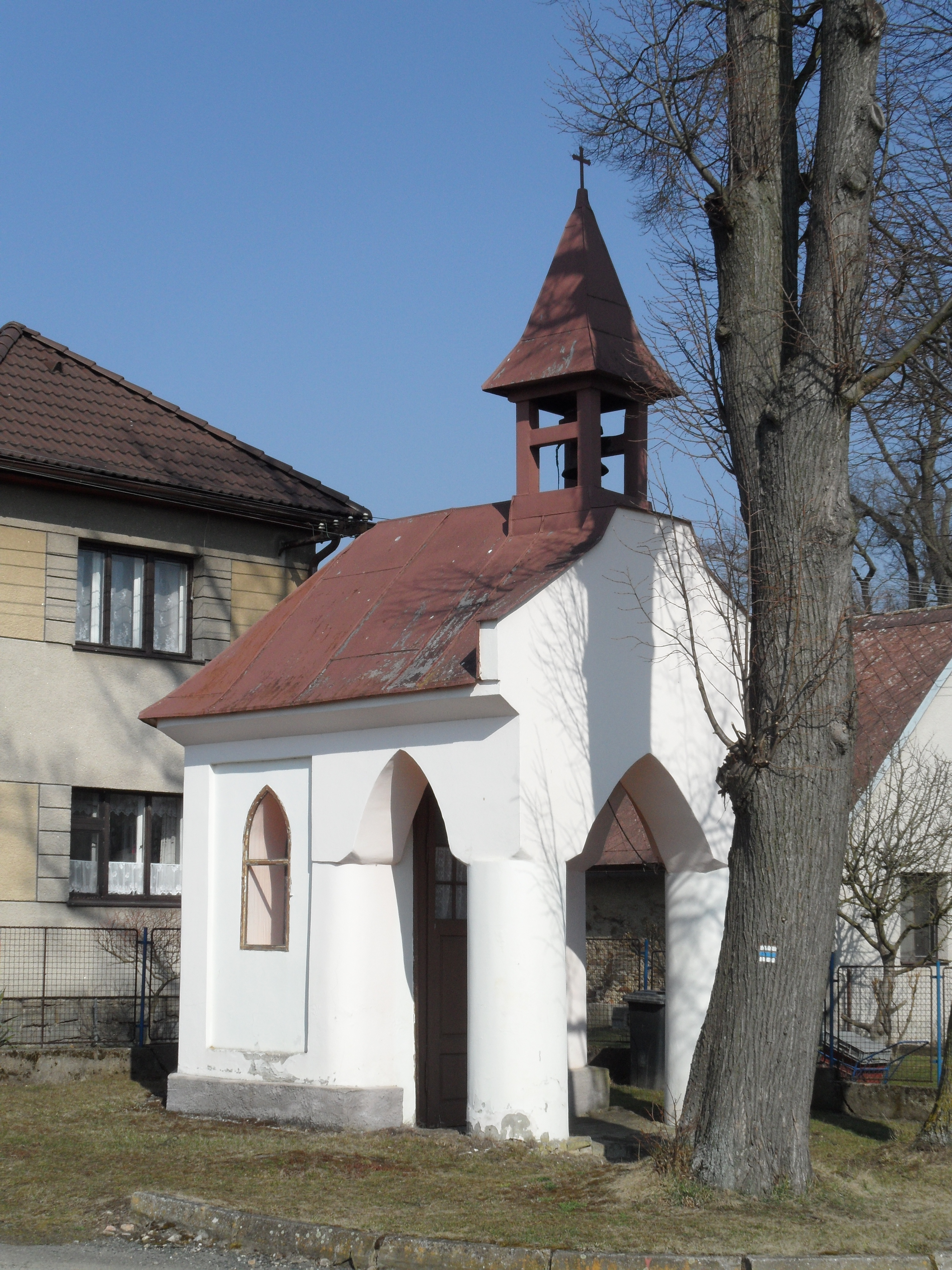
Chapelle.

## Histoire
La première mention écrite de la localité date de 1327.